# Parque Nacional dos Alpes Minami

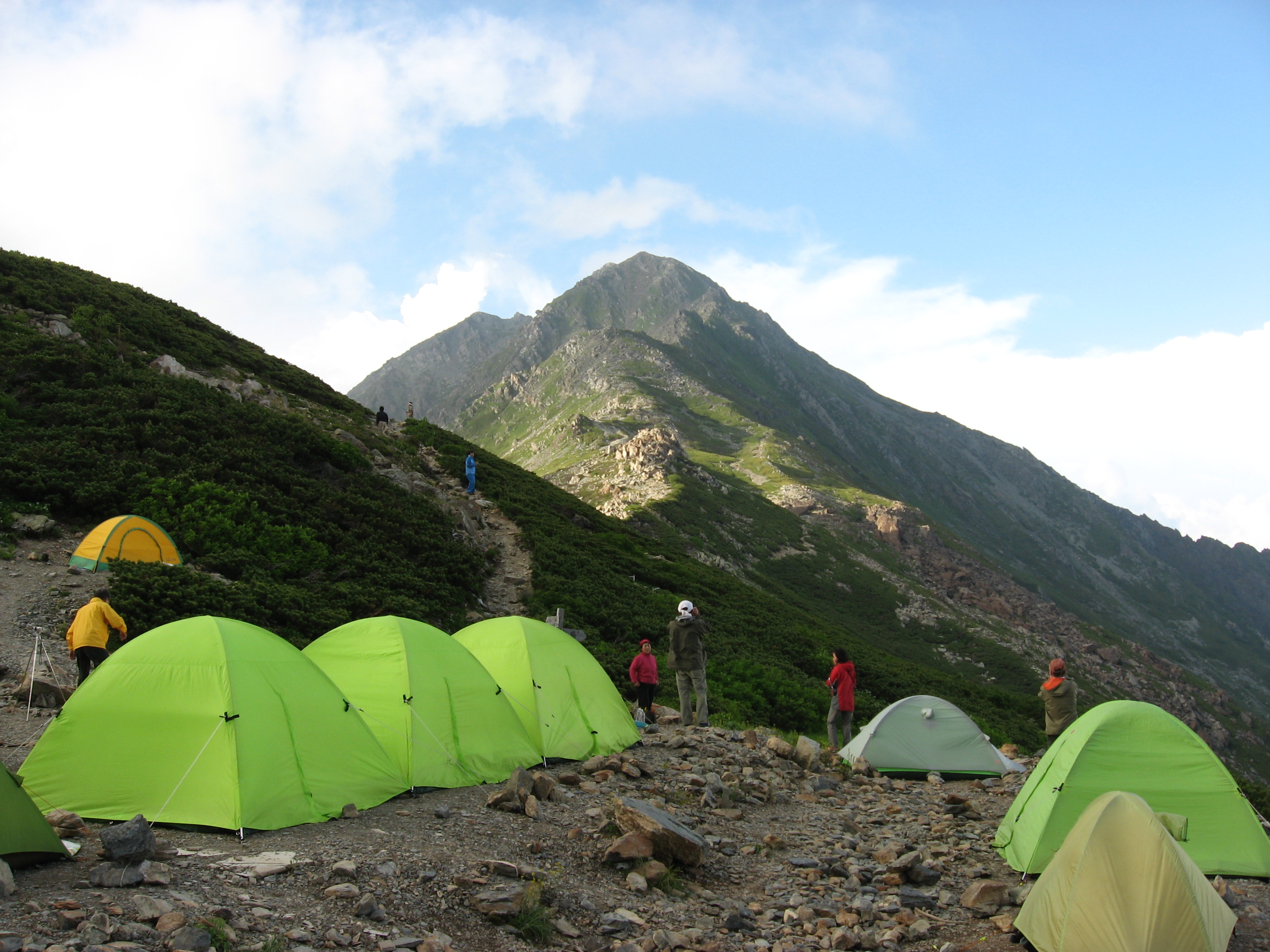
Monte Kita visto de um acampamento.

O Parque Nacional dos Alpes Minami (ou Parque Nacional de Minami Alps ) é um parque nacional localizado no Japão criado a partir de um decreto do dia 1 de junho de 1964.

## Geografia
O parque cobre 35,752 hectares de terra e abrange as prefeituras de Yamanashi, Nagano e Shizuoka. Consiste de três pequenas cadeias de montanhas: as montanhas Kaikoma e Hoo, as montanhas Shirane e as montanhas Akashi. Abriga a segunda maoir montanha do país, o Monte  Kitadake (3193 m acima do nível do mar), atrás apenas do Monte Fuji ( 3776 m acima do nível do mar) e dez montanhas com mais de 3000 m de altitude. A área situa-se no sul dos Alpes japoneses, o que então que recebe mais precipitação no verão e menos neve no inverno. Nos sopés das montanhas é possível encontrar florestas e rios. 
Os Alpes Minami são caracterizados, então, por altas montanhas tectônicas e não vulcânicas, com vales em formato de V esculpidos pela erosão causada pelos rios da região e os rápidos e constantes ventos. As florestas deixam de ser densas a partir de aproximadamente 2700 m de altitude e são formadas por uma vegetação rasteira e árvores dispersas.

### Fauna e flora

#### Fauna
A diversidade de animais da região conta com mais de 30 espécies descobertas no local, entre elas: o urso-negro-asiático, o famoso macaco-japônes e o arminho-japônes. Por contraste, a única espécie de pássaro que observa-se é o lagopus, que faz seu ninho no cinto alpino. É possível também encontrar vários insetos ,por causa do ambiente local rico em fauna e flora, e borboletas alpinas.

#### Flora
A flora presente no local expandiu-se após a era do gelo e sobreviveu as constantemente aumentando temperaturas por causa do relativamente estável e frio clima da montanha. As plantas que crescem no local incluem Callianthemum hondoense, Dryas octopetala, Silene uralensis e Saxifraga ceruna.

## História
Foi designado como parque nacional após um decreto no dia 1 de junho de 1964. Desde então, vem recebendo inúmeros visitantes oriundos do Japão e do mundo.

## Instalações

### Centro de Informações Norogawa-Hirogawara
É um centro de informações na base de uma trilha de caminhada e um local onde chegam visitantes que localiza-se na prefeitura Yamanashi. Contém informações sobre o parque e um banheiro.

### Centro de Experiência da Natural dos Alpes Minami
O centro localiza-se em Shizuoka e tem informações sobre o parque, bem como uma exibição de fotografias do local. Além disso, organiza aulas em grupo na natureza.

### Museu Ashyiasu
Este museu, que localiza-se na prefeitura de Yamanashi, tem uma exposição com elementos locais e também serve como um lugar onde pode-se obter informações sobre o local.